# Неделимые (фильм, 2016)
Неделимые (итал. Indivisibili) — итальянский драматический фильм 2016 года. Режиссёр картины Эдоардо Де Анджелис. Премьера картины состоялась на 73-м Венецианском кинофестивале, и позже фильм был показан в секции современного мирового кино в рамках кинофестиваля в Торонто 2016.

## Сюжет
Дэйзи и Виола — неаполитанские сиамские близнецы. Зарабатывают на жизнь, исполняя песни на деревенских праздниках, крестинах и свадьбах. Вся их семья — мать, отец и дядя, которые живут за счёт девочек и относятся к ним, как к уродам. Однажды сёстры узнают, что есть возможность быть разделённым хирургическим путём. Но их собственные родители начинают шантажировать их ради своей выгоды.

## Производство
Фильм был снят компанией Medusa Film при сотрудничестве с O' Groove, Medusa Film и Mediaset и поддержке Министерства культуры Италии. Съёмки фильма проходили в городе Кастель-Вольтурно, в провинции Казерта.

## Фестивали
Фильм был представлен в секции «Giornate degli Autori» в рамках 73-го Венецианского кинофестиваля. Демонстрировался на Кинофестивале в Торонто в разделе «Современное мировое кино» и на Лондонском кинофестивале.
Премьера фильма в Италии состоялась 29 сентября 2016 года.

## Награды и номинации фильма
Фильм номинировался на следующие кинопремии:
- Давид ди Донателло 2017[7]
- Серебряная лента 2017[итал.]
- Золотой глобус 2017[итал.]
- Ciak d’oro[8]
- 73-й Венецианский кинофестиваль
- Bari International Film Festival 2017
- Presente Italiano 2017

## Критика
Рейтинг фильм Неделимые на сайте агрегаторе рецензий Rotten Tomatoes составил 91 % на основе 23 обзоров со средним рейтингом 6.9/10. Другой сайт-агрегатор Metacritic со средним баллом фильма 80 из 100 на основе мнений 10 критиков, что означает «в целом благоприятные отзывы».